# مسييه 108

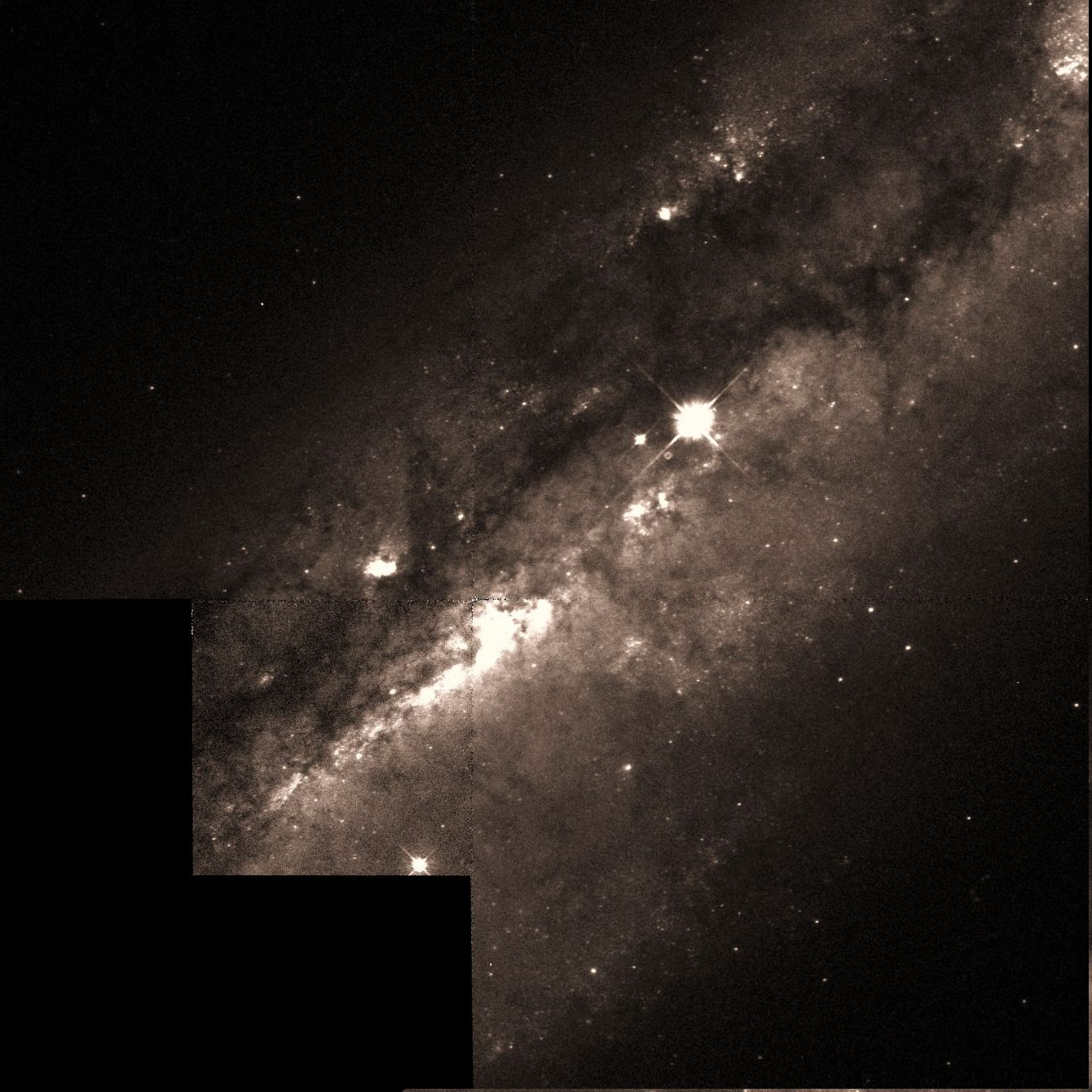
صورة لمجرة مسييه 108 التقطت بتلسكوب هابل.

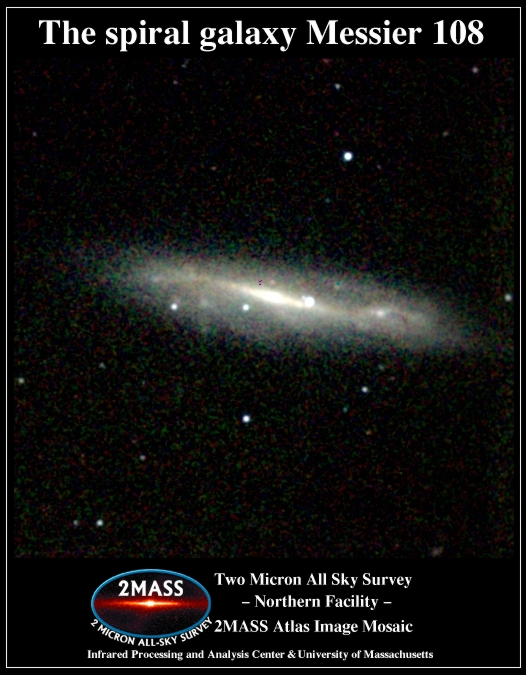
مسييه 108

مسييه 108 أو إن جي سي 3556 هي عبارة عن مجرة حلزونية قضيبية تقع في كوكبة الدب الأكبر. تبعد عنا 33.5 مليون سنة ضوئية تقريباً ويبلغ قدرها الظاهري 10.7. اكتشفها الفلكي بيير ميشان في عامي 1781 و1782م. ومن منظورنا من الأرض نحن نرى هذه المجرة كعمود من الغبار بسبب أننا نراها من جانبها وليس من أمامها، أما لو كنا نراها من أمامها فكنا سوف نرى أذرعها الحلزونية. هذه المجرة معزولة بحيث أنها لا تنتمي إلى مجموعة مجرية لكنها جزء من عنقود الدب الأكبر المجري الذي هو بدوره جزء من عنقود العذراء المجري العظيم (أي كنجم يسبح بين المجرات لا ينتمي إلى مجرة معينة فهذه لا تنتمي إلى مجموعة معينة). يُقدر العلماء كتلة هذه المجرة بـ125 مليار كتلة شمسية. وقد أظهرت الدراسات أنه يوجد ثقب أسود فائق الضخامة في نواة هذه المجرة.

خريطة كوكبة الدب الأكبر ويُرمز لهذه المجرة بـ"م108" وهي تقع قرب نجم المراق.